# Danuta Książek
Danuta Książek (ur. 1926, zm. 28 grudnia 2020) – polska biolog i ekolog, dr hab.

## Życiorys
Obroniła pracę doktorską, następnie uzyskała stopień doktora habilitowanego. Pracowała w  Instytucie Ekologii Polskiej Akademii Nauk. Zmarła 28 grudnia 2020.